# Aigremont (Yvelines)
Aigremont /ɛɡʀəˈmɔ̃/ è un comune francese di 1 124 abitanti situato nel dipartimento degli Yvelines nella regione dell'Île-de-France.

## Società

### Evoluzione demografica
Abitanti censiti